# Geometrija
Geometrija (grč. γεωμετρία; geo = Zemlja, metria = mjerenje) je grana matematike koja se bavi matematičkom formalizacijom i proučavanjem raznih tipova prostora.

## Povijest

### Antika, srednji i novi vijek
U antičko doba vrhunsko djelo geometrije Euklidovi su Elementi koji su posvećeni aksiomatskom pristupu tzv. euklidske geometrije. Osnove projektivne geometrije su također započete u antičko doba, što je poznato iz radova Pappusa.
Između ostalog, euklidska geometrija obuhvaća veći dio elementarne geometrije koja između ostalog obuhvaća geometriju likova (planimetrija) i tijela (stereometrija). René Descartes uveo je Kartezijev koordinatni sustav, bijekciju između skupa točaka euklidskog prostora i skupa trojki realnih brojeva (koordinata). Aksiomi euklidske geometrije mogu se računski ("analitički") modelirati u terminima manipulacija s koordinatama, što čini temelj metodološkog pristupa analitičke geometrije. U devetnaestom stoljeću otkriveni su novi "neeuklidski" tipovi geometrije kao što je geometrija Lobačevskog i Riemannova geometrija. Riemannova geometrija dio je suvremene diferencijalne geometrije. Felix Klein u svom nastupnom predavanju za titulu profesora u Erlangenu, tzv. "Erlangenskom programu" prikazao je pristup u kojem je neki tip geometrije određen grupom simetrija tog prostora. Tako ponekad govorimo o Kleinovim geometrijama.

### Suvremena geometrija
Moderna geometrija uključuje kao glavne grane algebarsku geometriju, diferencijalnu geometriju, konačne geometrije, nekomutativnu geometriju, geometriju toposa i, u najnovije doba, izvedenu geometriju (geometrija koja je "derivirana" u smislu homološke algebre), a (pretežno) iz geometrije razvila se i usko s njome povezana matematička grana topologija. Značajnu ulogu u osmišljavanju novih tipova prostora danas imaju motivacije iz moderne fizike, posebno opće teorije relativnosti, kvantne teorije polja i teorije superstruna.

## Geometrija euklidske ravnine: planimetrija
Osnovni pojmovi geometrije su: točka, pravac, ravnina i prostor. Euklidska geometrija poznaje i pojam udaljenosti, pa samim time i kružnice i sfere. 
Planimetrija proučava skupove točaka u ravnini:
- pravac i dijelovi pravca
- kružnica i krug
- trokut: pravokutni, jednakokračni, jednakostranični
- četverokut: kvadrat, pravokutnik, trapez, paralelogram, romb, deltoid
- mnogokut (poligon)

Uz te likove i tijela vezani su pojmovi:
- polumjer i promjer
- opseg
- površina

## Geometrija Euklidskog prostora: stereometrija
- kugla i sfera
- piramida
- prizma
- rotacijska tijela: valjak i stožac
- volumen (zapremina)

### Pravilna geometrijska tijela (pravilni poliedri)
Pravilna geometrijska tijela su ona čije su sve strane (plohe) međusobno jednaki pravilni mnogokuti, koji se sastaju u vrhovima koje čini uvijek jednak broj ploha (strana). Ima ih pet:
- tetraedar - 4 strane
- kocka (heksaedar)- 6 strana
- oktaedar- 8 strana
- dodekaedar- 12 strana
- ikozaedar- 20 strana

## Goniometrija
Pod pojmom goniometrija podrazumijevamo svako određivanje i mjerenje kutova. 
U širem smislu obuhvaća matematičke discipline kao što su npr. trigonometrija (ravninska, sferna), a u užem je smislu disciplina kojom se pomoću goniometara posredno određuju podatci kao što su npr. mjesto opažača, položaj broda ili aviona (navigacija) u odnosu na Zemlju, ili se premjerava teren (triangulacija), određuje položaj izvora nekog zračenja, itd.

## Vanjskepoveznice
Ostali projekti
|  | Zajednički poslužitelj ima još gradiva o temi Geometrija |